# Archäologisches Fenster in Bad Windsheim

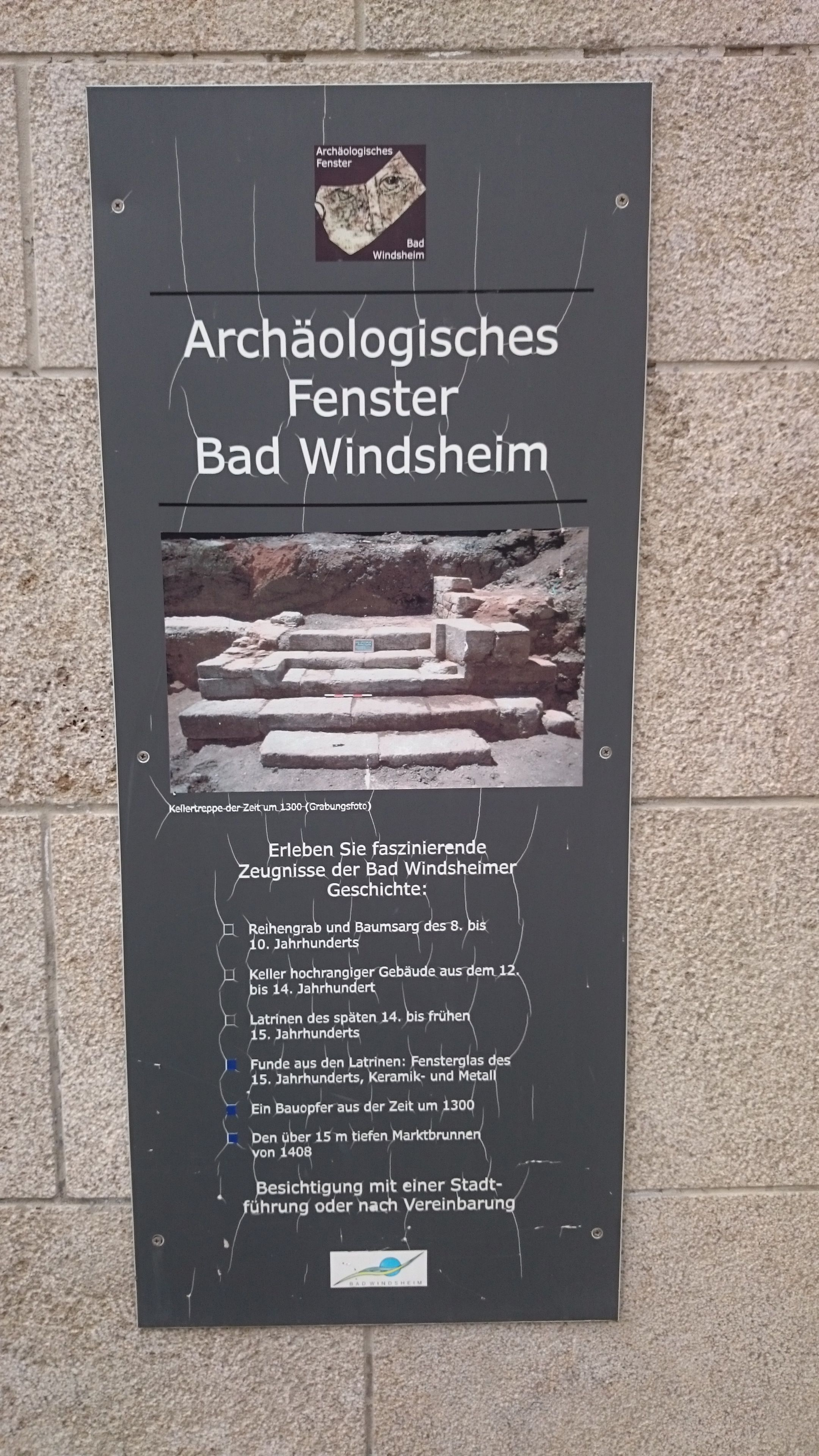
Hinweistafel zum Archäologischen Fenster

Das Archäologische Fenster befindet sich in der mittelfränkischen Stadt Bad Windsheim.

## Lage
Das Archäologische Fenster liegt im Nordwesten des Marktplatzes von Bad Windsheim an der über den Platz führenden Erbsenstraße in der Ecke zwischen dem auf der Westseite des Platzes gelegenen Rathaus der Stadt und dem die Nordseite des Platzes abschließenden und als Hotel genutzten ehemaligen Amtsgerichtsgebäude.

## Geschichte
Bei Bauarbeiten zur Neugestaltung des Marktplatzes wurden im Juni 2000 Mauerreste darunter liegender Keller von Gebäuden aus dem 12. bis 15. Jahrhundert sowie ein Gräberfeld aus dem 8. bis 10. Jahrhunderts entdeckt. Die Kellermauern waren aus Gipsstein, was sich damals nur wohlhabendere Leute leisten konnten. Man entschied, die Ausgrabungen für die Öffentlichkeit zugänglich zu machen. Unter der Leitung von Thomas Spyra, der als Bau- und Projektleiter der Stadt auch für Denkmalschutz und Archäologie verantwortlich war, wurde das Kellerareal überdacht und das Archäologische Fenster errichtet, das im Jahr 2001 fertiggestellt war.
Für die Finanzierung wurden bei einer „Stadtbaustein-Aktion“ über 340 Messing-Pflastersteine „verkauft“ und in das Pflaster des Marktplatzes eingesetzt. Außerdem gingen zahlreiche Spenden ein.

## Beschreibung
Das Archäologische Fenster besteht aus drei Glaspyramiden auf dem Marktplatz, die auf einem Steinsockel ruhen. Die größere der Pyramiden misst etwa 4 Meter, die beiden kleineren messen etwa 2 Meter im Quadrat. Durch die Scheiben kann man in historische Keller aus der Gründungszeit von Bad Windsheim blicken. Auf der angrenzenden Terrasse gibt eine Glasplatte Einblick in einen Brunnenschacht aus dem 15. Jahrhundert.
Die Keller unterhalb des Marktplatzes können bei Stadtführungen besichtigt werden. Als Grabungsergebnisse sind dort in mehreren Vitrinen Funde zur Stadtgeschichte vom 10. bis zum 14. Jahrhundert ausgestellt.